# Lista över fartyg sänkta i Östersjön och Finska viken under andra världskriget
Detta är en lista över fartyg sänkta i Östersjön och Finska viken under andra världskriget.

## Årtal

### 1939
| Datum        | Nationalitet  | Fartyg    | Fartygsklass | Orsak                                | Position      | Anmärkning                  | Bruttoton |
| ------------ | ------------- | --------- | ------------ | ------------------------------------ | ------------- | --------------------------- | --------- |
| 27 september | Sovjetunionen | Metallist | Lastfartyg   | Sänkt av den sovjetiska ubåten Щ-303 | Narvabukten   | Se: Sänkningen av Metallist |           |
| 10 december  | Estland       | Kassari   |              | Sänkt av den sovjetiska ubåten Щ-323 | N Dagö        | 379 Brt f.d Ebba Munk       |           |
| 10 december  | Tyskland      | Bolheim   |              | Sänkt av den sovjetiska ubåten S 1   | SW Säbbskär   | 3324 Brt                    |           |
| 10 december  | Tyskland      | Reinbeck  |              | Sänkt av den sovjetiska ubåten Щ-322 | S Helsingfors | 2804 Brt                    |           |
| 29 december  | Finland       | Wilpas    |              | Sänkt av den sovjetiska ubåten Щ-311 | S Norrskär    | 775 Brt                     |           |

### 1940
| Datum       | Nationalitet  | Fartyg  | Fartygsklass    | Orsak                                | Position    | Anmärkning             | Bruttoton |
| ----------- | ------------- | ------- | --------------- | ------------------------------------ | ----------- | ---------------------- | --------- |
| 1 januari   | Finland       | Leo     |                 | Sänkt av sovjetiskt bombflyg         | Åbo hamn    |                        | 1242 Brt  |
| 3 januari   | Sovjetunionen | S-2     | Ubåt av S-klass | Sänkt av mina                        | Märket      |                        |           |
| 5 januari   | Sverige       | Fenris  | Lastångare      | Sänkt av den sovjetiska ubåten Щ-311 | Bottenviken |                        | 484 Brt   |
| 13 januari  | Finland       | Aura II |                 | Sänkt av sina egna sjunkbomber       |             |                        | 563 Brt   |
| 24 januari  | Finland       | Notung  |                 | Sänkt av sovjetiskt bombflyg         | Ö Sottunga  |                        | 1132 Brt  |
| 6 februari  | Sverige       | Virgo   | Sveabåt         | Sänkt av sovjetiskt bombflyg         | Järsö       | Bärgades sommaren 1940 | 567 Brt   |
| 18 februari | Finland       | Rigel   |                 | Sänkt av sovjetiskt bombflyg         | Mäntyluoto  |                        | 1480 Brt  |

### 1941
| Datum        | Nationalitet  | Fartyg               | Fartygsklass                     | Orsak                                | Position           | Anmärkning                                               | Bruttoton |
| ------------ | ------------- | -------------------- | -------------------------------- | ------------------------------------ | ------------------ | -------------------------------------------------------- | --------- |
| 23 juni      | Sovjetunionen | Gnevnyi              | Jagare                           | Sänkt av mina                        | N Dagö             |                                                          |           |
| 23 juni      | Sovjetunionen | M 78                 | Ubåt                             | Sänkt av den tyska ubåten U 144      | W Ventspils        |                                                          |           |
| 23 juni      | Sovjetunionen | S 10                 | Ubåt                             | Sänkt av den tyska torpedbåten S 59  | Svorbesundet       |                                                          |           |
| 27 juni      | Sovjetunionen | M 99                 | Ubåt                             | Sänkt av den tyska ubåten U 149      | NW Ormsö           |                                                          |           |
| 1 juli       | Sovjetunionen | M 81                 | Ubåt                             | Sänkt av mina                        | Laine-banken       |                                                          |           |
| 19 juli      | Sovjetunionen | Serdityi             | Jagare                           | Sänkt av mina                        | Moonsund           |                                                          |           |
| 21 juli      | Sovjetunionen | M 94                 | Ubåt                             | Sänkt av den tyska ubåten U 140      | SW Dagerort        |                                                          |           |
| 27 juli      | Sovjetunionen | Smelyi               | Jagare                           | Sänkt av den tyska torpedbåten S 54  | N Rigabukten       |                                                          |           |
| 30 juli      | Sovjetunionen | S 6                  | Ubåt                             | Sänkt av tyskt bombflyg              | Kihelkonna         |                                                          |           |
| 2 augusti    | Sovjetunionen | S 11                 | Ubåt                             | Sänkt av mina                        | Sölasund           |                                                          |           |
| 8 augusti    | Sovjetunionen | Karl Marx            | Jagare                           | Sänkt av tyskt flyg                  | Loksabukten        |                                                          |           |
| 10 augusti   | Tyskland      | U 144                | Ubåt av typ IId Unterseeboote    | Sänkt av den sovjetiska ubåten Щ-307 | NW Dagö            |                                                          |           |
| 18 augusti   | Sovjetunionen | Statnyi              | Jagare                           | Sänkt av mina                        | Moonsund           |                                                          |           |
| 24 augusti   | Sovjetunionen | Engels               | Jagare                           | Sänkt av mina                        | NO Juminda         | Evakueringen av Tallinn 1941                             |           |
| 27 augusti   | Sovjetunionen | SC 301               | Ubåt                             | Sänkt av mina                        | S Rödskär          | Evakueringen av Tallinn 1941                             |           |
| 28 augusti   | Sovjetunionen | Jakov Sverdlov       | Jagare                           | Sänkt av mina                        | N Juminda          | Evakueringen av Tallinn 1941                             |           |
| 28 augusti   | Sovjetunionen | Kalinin              | Jagare                           | Sänkt av mina                        | N Juminda          | Evakueringen av Tallinn 1941                             |           |
| 28 augusti   | Sovjetunionen | Artiom               | Jagare                           | Sänkt av mina                        | N Juminda          | Evakueringen av Tallinn 1941                             |           |
| 28 augusti   | Sovjetunionen | Volodarskij          | Jagare                           | Sänkt av mina                        | N Juminda          | Evakueringen av Tallinn 1941                             |           |
| 28 augusti   | Sovjetunionen | Skoryi               | Jagare                           | Sänkt av mina                        | N Juminda          | Evakueringen av Tallinn 1941                             |           |
| 28 augusti   | Sovjetunionen | S 5                  | Ubåt                             | Sänkt av mina                        | N Juminda          | Evakueringen av Tallinn 1941                             |           |
| 28 augusti   | Sovjetunionen | Ella                 | Lastfartyg                       | Sänkt av mina                        | N Juminda          | Evakueringen av Tallinn 1941                             |           |
| 28 augusti   | Sovjetunionen | Kristjanis Voldemars | Isbrytare                        | Sänkt av tysktflyg                   | N Juminda          | Evakueringen av Tallinn 1941                             |           |
| 28 augusti   | Sovjetunionen | Virona               | Stabsfartyg                      | Sänkt av mina                        | N Juminda          | Evakueringen av Tallinn 1941 f.d. Estniskt handelsfartyg | 2026 Brt  |
| 28 augusti   | Sovjetunionen | Tobol                | Lastfartyg                       | Sänkt av mina                        | N Juminda          | Evakueringen av Tallinn 1941                             | 2758 Brt  |
| 13 september | Finland       | Ilmarinen            | Pansarskepp av Väinämöinen-klass | Sänkt av mina                        | Utanför finska Utö |                                                          |           |
| 17 september | Sovjetunionen | P 1                  | Ubåt                             | Sänkt av mina                        | Finska viken       |                                                          |           |
| 17 september | Sverige       | HMS Göteborg (J5)    | Jagare                           | Sänkt efter explosion                | Horsfjärden        | Horsfjärdskatastrofen                                    |           |
| 17 september | Sverige       | HMS Klas Horn (3)    | Jagare                           | Sänkt efter explosion                | Horsfjärden        | Horsfjärdskatastrofen                                    |           |
| 17 september | Sverige       | HMS Klas Uggla (4)   | Jagare                           | Sänkt efter explosion                | Horsfjärden        | Horsfjärdskatastrofen                                    |           |

### 1942
| Datum        | Nationalitet  | Fartyg                  | Fartygsklass | Orsak                                 | Position                  | Anmärkning | Bruttoton |
| ------------ | ------------- | ----------------------- | ------------ | ------------------------------------- | ------------------------- | ---------- | --------- |
| 16 juni      | Finland       | S/S Argo                | Lastfartyg   | Sänkt av den sovjetiska ubåten SC 317 | Finska viken              |            | 2513 Brt  |
| 22 juni      | Sverige       | S/S Ada Gorthon         | Lastfartyg   | Sänkt av den sovjetiska ubåten SC 317 | Ö Öland                   |            | 2425 Brt  |
| 5 juli       | Tyskland      | S/S Anna Katrin Fritzen | Lastfartyg   | Sänkt av den sovjetiska ubåten SC 320 | SW Memel                  |            | 676 Brt   |
| 8 juli       | Tyskland      | S/S Otto Cords          | Lastfartyg   | Sänkt av den sovjetiska ubåten SC 317 | Blekingekusten            |            | 966 Brt   |
| 9 juli       | Sverige       | S/S Margareta           | Kollastare   | Sänkt av den sovjetiska ubåten S-7    | Kråkelund                 |            | 1272 Brt  |
| 11 juli      | Sverige       | M/S Luleå               | Lastfartyg   | Sänkt av den sovjetiska ubåten S-7    | Västervik                 |            | 5611 Brt  |
| 17 augusti   | Sverige       | S/S CF Liljevalch       | Lastfartyg   | Sänkt av den sovjetiska ubåten L 3    | Idö i Västerviks skärgård |            |           |
| 21 oktober   | Sovjetunionen | S-7                     | Ubåt         | Sänkt av den finska ubåten Vesihiisi  | Långskär - Söderarm       |            |           |
| 11 september | Finland       | S/S Hera                | Lastfartyg   | Sänkt av den ryska ubåten S-13        | Ålands hav                |            |           |
| 27 oktober   | Sovjetunionen | SC 320                  | Ubåt         | Sänkt av den finska ubåten Iku-Turso  | Nyhamn                    |            |           |
| 28 oktober   | Sverige       | S/S Bengt Sture         | Malmfartyg   | Sänkt av den sovjetiska ubåten SC 406 | Polska kusten             |            |           |
| 5 november   | Sovjetunionen | SC 305                  | Ubåt         | Sänkt av den finska ubåten Vetehinen  | Ålands hav                |            |           |
| 6 november   | Sverige       | S/S Lidingö             | Rex-ångare   | Sänkt av magnetmina                   | Fehmarn Bält              |            |           |

### 1943
| Datum        | Nationalitet | Fartyg     | Fartygsklass         | Orsak                          | Position   | Anmärkning                      |
| ------------ | ------------ | ---------- | -------------------- | ------------------------------ | ---------- | ------------------------------- |
| 16 september | Finland      | Uisko      | Eskortfartyg         | Sänkt av sovjetiskt torpedflyg | N Kockskär |                                 |
| 12 augusti   | Sverige      | HMS Illern | Ubåt av Bävern I-typ | Rammad av M/S Birkaland        | Kalmarsund | Fartygs olycka, en person omkom |

### 1944
| Datum       | Nationalitet | Fartyg        | Fartygsklass      | Orsak                                  | Position             | Anmärkning                         |
| ----------- | ------------ | ------------- | ----------------- | -------------------------------------- | -------------------- | ---------------------------------- |
| 16 juli     | Tyskland     | Niobe         | Luftvärnskryssare | Sänkt av sovjetiskt bombflyg           | Kotka hamn           | Bärgad och skrotad efter kriget    |
| 24 november | Sverige      | S/S Hansa     | Passagerarbåt     | Sänkt av den sovjetiska ubåten L 21    |                      | 84 omkom, 2 överlevde              |
| 12 december | Tyskland     | Z35           | Jagare            | Sänkt av tysk mina                     | NW Nargö             |                                    |
| 12 december | Tyskland     | Z36           | Jagare            | Sänkt av tysk mina                     | NW Nargö             |                                    |
| 12 december | Tyskland     | U 479         | Ubåt              | Rammad av den sovjetiska ubåten Lembit | S finska Utö         |                                    |
| 25 december | Tyskland     | SS Baltenland |                   | Sänkt av den sovjetiska ubåten K 56    |                      |                                    |
| 30 december | Sverige      | SS Venersborg | Svea-båt          | Sänkt av den sovjetiska ubåten K 56    | SW om Utklippans fyr | 19 besättningsmän omkom , 1 räddad |

### 1945
| Datum      | Nationalitet | Fartyg           | Fartygsklass     | Orsak                                              | Position     | Anmärkning                                                                         |
| ---------- | ------------ | ---------------- | ---------------- | -------------------------------------------------- | ------------ | ---------------------------------------------------------------------------------- |
| 30 januari | Tyskland     | Wilhelm Gustloff | Passagerarfartyg | Sänkt av den sovjetiska ubåten S-13                |              |                                                                                    |
| 3 maj      | Tyskland     | Cap Arcona       | Passagerarfartyg | Sänkt av brittiska Hawker Typhoon jaktbombflygplan | Lübecks hamn | 6000-7000 koncentrationslägerfångar som räddats av Folke Bernadotte dog i attacken |